# Dowech
Dowech – wieś w Armenii, w prowincji Tawusz. W 2011 roku liczyła 534 mieszkańców.